# 草苅敏夫
草苅 敏夫（くさかり としお、1956年11月2日 - ）は、日本の工学者。釧路工業高等専門学校教授（校務主事、入試企画室長）。北海道奈井江町出身。

## 経歴

### 学歴
- 1975年（昭和50年）3月 北海道美唄工業高等学校卒業
- 1979年（昭和54年）3月 北海道工業大学工学部建築工学科卒業
- 1986年（昭和61年）3月 北海道大学大学院工学研究科博士後期課程修了（工学博士）

### 職歴
- 1979年4月 北海道工業大学助手
- 1986年4月 釧路工業高等専門学校建築学科講師
- 1989年4月 釧路工業高等専門学校建築学科助教授
- 2003年4月 釧路工業高等専門学校建築学科教授

## 専門（研究・活動内容等）

### 研究概要
鉄筋コンクリート構造、鉄骨構造、木構造、耐震、防災等に関する研究。

#### 研究分野
- 建築構造・材料

#### 研究テーマ
- 鉄筋コンクリート造柱梁接合部のせん断抵抗機構に関する研究。
- 温度応力の建物におよぼす影響に関する研究。

## 所属学会
- 日本建築学会
- 日本コンクリート工学協会
- 溶接学会

## 学外活動

### 委員・役員
- 日本溶接協会北海道地区溶接技術検定委員会委員
- 日本建築学会北海道支部都市防災専門委員会委員